# 루퍼스빌
루퍼스빌(Rupperswil)은 스위스 아르가우주의 렌츠부르크구에 있는 자치체이다.

## 역사
2세기의 부분적으로 보존된 로마 시대의 기와 가마가 1911년에 발견되었다. 또한 8세기에 후기 알레만니족 마을이 출현했다는 증거가 있다. 루퍼스빌의 현대적인 마을은 1173년에 Rubeswile로 처음 언급되었다. 1415년 아르가우를 정복한 후 베른 지역의 일부가 되었다. 렌츠부르크. 13세기 초에서 14세기 중반경에 키부르크 미니스테리알레 가문인 Rubiswile의 영주(다른 영주를 섬기는 자유로운 기사)가 언급된다. 그들은 루퍼스빌의 첫 번째 Twingherren이었다. Twingherrschaft는 1295년에서 1312년 사이에 발데크 영주에 의해 인수되었으며, 그 후 라이나흐 영주와 마지막으로 할빌 영주에게 넘어갔다. 1521년 그들은 베른에게 재판을 받을 권리를 팔았다. 렌츠부르크의 베른 영지 아래에서 루퍼스빌은 하급 법원 구역의 중심이었다. 1803년 루퍼스빌은 새로 생성된 아르가우주의 일부가 되었다.
교회에서 1681년까지 루퍼스빌은 주어 교구에 속했다. 1528년에 도시는 개신교 종교 개혁 동안 개종했다. 1676년부터 1681년까지 Gem은 결국 성공적으로 별도의 교구를 만들려고 했다. 마을 교회는 1275-1370년 사이에 마을 사람들의 기부금으로 세워졌다. 1500년에는 합창단과 탑이 건물에 추가되었다. 1921-22년에 오래된 교회는 새 건물로 교체되었다.
19세기 초에 섬유 산업은 이전의 농촌 마을을 점차 변화시켰다. 1836년에 방적 공장을 설립하여 1970년대까지 생산했다. 1858년, 루퍼스빌은 철도 브루크 - 아라우의 역이 되었다. 1874년에는 남부 철도 노선이 건설되기 시작했다. 19세기 말부터 루퍼스빌에는 더 많은 금속 가공 공장과 설탕 공장이 있었다. 이러한 산업 전통과 새로운 비즈니스는 산업 부문에서 많은 일자리를 창출한다. 2004년에는 인구의 54%가 여전히 산업 분야에서 일하고 있다. 1967년 A1 고속도로가 개통된 이래로 인구는 꾸준히 증가해 왔다.
마을은 2015년 루퍼스빌 살인 사건으로 충격을 받았다.

## 지리
루퍼스빌의 면적은 2009년 현재 6.21k㎡이다. 이 면적 중 1.85k㎡ (29.8%)가 농업 목적으로 사용되는 반면 2.29k㎡ (36.9%)는 삼림으로 사용된다. 나머지 토지 중 1.79k㎡ (28.8%)가 정착(건물 또는 도로), 0.21k㎡ (3.4%)가 강 또는 호수이고 0.01k㎡(0.2%)는 비생산적인 토지이다.
건축면적 중 공업용 건물이 전체 면적의 4.5%를 차지했으며, 주택과 건물이 12.4%, 교통 기반 시설이 9.0%를 차지했다. 전력과 수자원 기반 시설 및 기타 특별 개발 지역이 면적의 2.1%를 차지한다. 산림 토지를 제외한 모든 산림 면적은 울창한 산림으로 덮여 있다. 농경지 중 22.9%는 작물 재배에 사용되며, 5.6%는 목초지이며, 1.3%는 과수원이나 포도나무 작물에 사용된다. 시정촌의 모든 물은 강과 시내에 있다.
시정촌은 아레강 남쪽의 렌츠부르크구에 있다. 그것은 루퍼스빌의 하우펜도르프 마을(중앙 광장 주변에 지어진 불규칙하고 계획되지 않은 매우 밀집된 마을)으로 구성되어 있다.

## 인구통계
루퍼스빌의 인구(2020년 12월 기준)는 5,618명이다. 2009년 6월 현재 전체 인구의 17.9%가 외국인이다.  지난 10년(1997-2007) 동안 인구는 15%의 비율로 변경되었다. 대부분의 인구(2000년 기준)는 독일어(88.2%)를 사용하며, 이탈리아어가 두 번째로 많이 사용(3.7%)되고 세르보-크로아티아어가 세 번째(2.1%)로 사용된다.
2008년 기준 루퍼스빌의 연령 분포는 다음과 같다. 433명(인구의 10.1%)이 0~9세이고 492명(11.5%)이 10~19세이다. 성인 인구 중 573명(인구의 13.4%)이 20~29세이다. 603명(14.1%)은 30~39세, 775명(18.1%)은 40~49세, 593명(13.8%)은 50~59세이다. 고령자 분포는 397명(인구의 9.3%)이 60세 이상이다. 69세는 70~79세가 246명(5.7%), 80~89세가 144명(3.4%), 90세 이상이 29명(0.7%)이다.
2000년 기준 1~2인 가구는 123가구, 3~4인 가구는 709가구, 5인 이상 가구는 651가구이다. 2000년 현재 시정촌에는 1,526가구(주택 및 아파트)가 있으며, 가구당 평균 2.4명이다. 2008년에는 총 1,874가구 및 아파트 중 816가구(전체의 43.5%)가 있었다. 공실률 0.6%인 공실 아파트는 총 11채였다. 2007년 기준 신규주택 건설률은 인구 1000명당 9.9세대이다.
2007년 연방 선거에서 가장 인기 있는 정당은 39.6%의 득표율을 기록한 SVP였다. 다음으로 가장 인기 있는 세 정당은 SP (18%), FDP (14.4%), CVP (7.1%)였다.
역사적 인구는 다음 표에 나와 있다.
| 연도 | 인구  | ±%     |
| ---- | ----- | ------ |
| 1764 | 308   | —      |
| 1798 | 576   | +87.0% |
| 1850 | 993   | +72.4% |
| 1900 | 1,095 | +10.3% |
| 1950 | 1,998 | +82.5% |
| 1970 | 2,947 | +47.5% |
| 2000 | 3,770 | +27.9% |

## 볼거리
공장 도시 루퍼스빌은 스위스 유산 목록의 일부로 지정되었다.

## 경제
2007년 기준, 루퍼스빌의 실업률은 2.03%였다. 2005년 현재 1차 경제 부문에 74명이 고용되어 있고, 이 부문에 약 13개 기업이 관여하고 있다. 1,000명이 2차 부문에 고용되어 있고, 이 부문에 66개의 기업이 있다. 779명이 3차 부문에 고용되어 있으며, 이 부문에는 119개의 기업이 있다.
2000년에는 1,986명의 근로자가 시정촌에 살았다. 이중 1,452명 또는 약 73.1%의 거주자가 루퍼스빌 외부에서 일했고, 1,068명이 일을 위해 시정촌으로 통근했다. 지방 자치 단체에는 총 1,602개의 일자리(주당 최소 6시간)가 있었다. 근로 인구의 13.7%가 대중교통을 이용하여 출퇴근하고, 53.8%가 자가용을 이용하였다.

## 종교

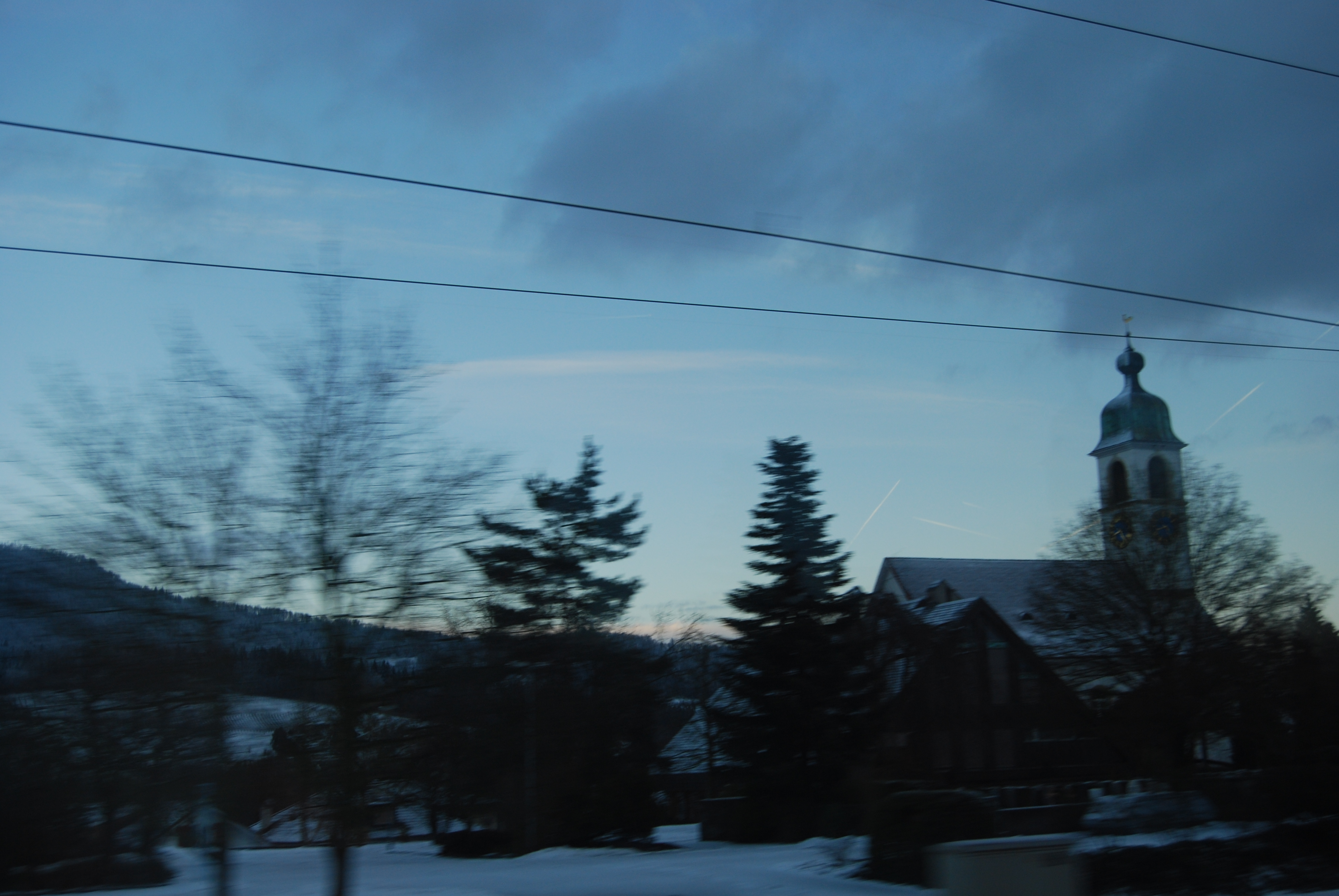
루퍼스빌 교회

2000년 인구 조사에서 로마 가톨릭 신자는 969명(25.7%)이고 스위스 개혁 교회는 2,008명(53.3%) 이었다. 나머지 인구 중 크리스찬 가톨릭 교회 신자는 5명(전체 인구의 약 0.13%)이었다.

## 교통
루퍼스빌은 여러 철도 노선에 있으며, 루퍼스빌역에서 기차로 운행된다.

## 교육
루퍼스빌에서는 인구의 약 72.9%(25-64세)가 비필수 고등교육 또는 추가 고등교육(대학 또는 응용학문대학)을 완료했다. 학령인구(2008/2009학년도 기준) 중 초등학교에 다니는 학생은 259명, 중등학교에 다니는 학생은 97명이다. 루퍼스빌에는 루퍼스빌의 학교 및 시립 도서관이 있다. 2008년 기준으로, 도서관에는 8,404권의 책이나 기타 매체, 그리고 같은 해에 19,476권을 대출했다. 그해에는 주당 평균 8.5시간씩 총 240일을 열었다.